# Велике князівство Краківське
Велике князівство Краківське (нім. Großherzogtum Krakau, пол. Wielkie Księstwo Krakowskie) — автономне утворення у складі Австро-Угорщини на місці анексованого Вільного міста Краків 16 листопада 1846 р. Великий князь Кракова входив до титулу імператора Австрії в 1846—1918. В даний час вся територія князівства належить Польщі.

## Національна символіка
Велике князівство Краківське мало свій герб — білого орла на червоному тлі з гербом міста на грудях, але він практично не використовувався. Подібно було і з прапором Великого князівства, який складався з трьох горизонтальних смуг: жовтої, синьої та білої.
Відокремленість цих земель від решти Галичини була помітна і в титулах австрійського імператора. Вже 9 серпня 1806 Габсбурги прийняли титул «Великого князя Краківського» (Großherzog von Krakau) поряд з «Королем Галичини і Лодомерії». Цей титул носили чотири монархи: Франциск II, Фердинанд I, Франц Йосиф I і Карл I. Однак у випадку Франциска II це був суто фіктивний титул, який посилався на те, чого ще не існувало під час його правління і, ймовірно, було мав на меті легітимізувати захоплення польських земель Австрією під час Третього поділу, тим більше, що правитель прийняв також інші «порожні» титули, як-от: «герцог Сандомирський», «Люблінський», «Мазовецький», що охоплювали інкорпоровані в Австрію території під час третього поділу Польщі.

## Історія
Незважаючи на те, що місто Краків було одним з небагатьох залишків Варшавського герцогства, що за рішенням Віденського конгресу (1815), залишалося, хоч і під протекторатом Пруссії, Австрії і Росії, проте офіційно незалежним. Причому Австрія досягла в Кракові найбільшого впливу.
У 1846 році сталося спрямоване проти іноземців Краківське повстання, втім невдале. Це послужило приводом для введення в місто регулярних військ і подальшого приєднання до Австрійською імперії.
Невдовзі офіційне ім'я Австрійського адміністративного об'єкта, що входив до Галичини, і деяких польських областей на захід від неї, було змінено на «Королівство Галичини та Володимирії, і Велике князівство Краківське, з Князівствами Аушвіц і Затор». Всі території були окремими суб'єктами федерації; кожного з них було внесено до титулу австрійського імператора, кожен мав свій герб і прапор. Для адміністративних цілей, проте, вони утворювали єдину провінцію. Князівство мало власний уряд — Губернську комісію (пол. Komisja Gubernialna).
Прецедент з анексією Австро-Угорщиною Кракова погано позначився на австро-російських відносинах. Згодом, після згубної для обох імперій Першої світової війни, оспорюваний обома сторонами шматок території увійшов до складу незалежної Польщі.

## У складі Австрійської імперії

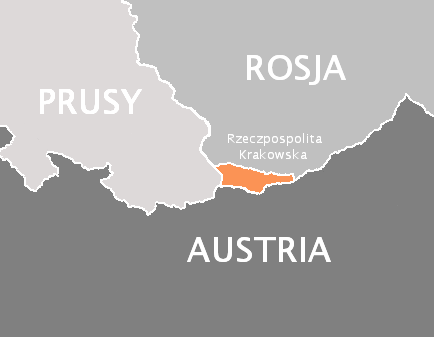
Серед трьох імперій

Основним законом для Королівства Ґаліції і Лодомерії з Великим князівством Краківським мав стати Крайовий статут з незалежним правилом виборів до Крайового сейму, виданий цісарським патентом від 29 вересня 1850 на виконання ст. 77 австрійської Конституції 1849 (див. Конституції Австрійської імперії та Австро-Угорської монархії). Остання передбачала для всіх коронних країв Австрійської імперії власні крайові конституції та закріплювала зокрема рівноправність українського, польського та ін. народів, які жили на території краю, та їх право на збереження і розвиток своєї національності й мови.
Крайова конституція для Галичини передбачала самостійність краю у вирішенні всіх питань, за винятком тих, що конституцією держави були зараховані до відання центр. органів. Край повністю займався питаннями, що стосувалися благоустрою, громад. споруд, буд-во яких фінансувалося за рахунок крайового бюджету, а також усіма питаннями, пов'язаними з крайовим бюджетом, у тому числі встановленням місц. податків і зборів. До компетенції краю в рамках, встановлених загальнодержавним законом, належали організація та функціонування громадського само-врядування, церковні та шкільні справи тощо.
Крайова конституція також передбачала поділ краю на три округи, в яких відповідно утворювалися сеймові курії: Львівська — 50 депутатів (11 осіб, які сплачували найвищий податок, 11 — від міських громад, 28 — від сільських громад); Краківська — 58 (відповідно 14, 9, 35); Станіславська — 42 (відповідно 10, 8, 24). Депутати обиралися прямими виборами на шість років. Для отримання пасивного виборчого права (права бути обраним) потрібно було не мати обмежень у громадянських та політичних правах, досягнути 30-річного віку на день виборів та п'ять останніх років проживати на території відповідної сеймової курії.
Представницьким органом, передбаченим Крайовою конституцією для Галичини, були сеймові курії, наділені правом приймати ухвали при вирішенні крайових справ. Ухвали мали обов'язкову силу після їх затвердження цісарем. Спільним представницьким органом трьох округів був Центральний виділ у складі 33 членів (15 членів Крайового виділу та по шість представників від сеймових курій), який вирішував справи, що стосувалися всього краю. Крайовим виконавчим органом був спільний Крайовий виділ у складі 15 членів.
Втім, Крайова конституція для Галичини не була введена в дію — її було офіційно скасовано цісарським патентом від 31 грудня 1851 року; тоді ж було скасовано і загальнодержавну конституцію 1849 року та адміністративну автономію коронних країв. 20 жовтня 1860 року цісарським дипломом було проголошено відновлення конституційного правління й автономних прав коронних країв. 26 лютого 1861 року опубліковано цісарський патент, що був офіційно визнаний доповненням до цісарського диплома 1860 і яким розмежовано повноваження державного парламенту (рейхсрату) та центральних міністерств і крайових органів. Додатком до патенту були крайові конституції (статути) та правила виборів (положення про вибори) для кожного коронного краю, включаючи Галичину. За цим актом у Галичині створювався Галицький крайовий сейм (150 депутатів). Повноваження крайових органів та порядок їх формування (при деяких змінах) у цілому були схожі до визначених Крайова конституція для Галичини 1850. Структура державного та крайового управління, яка сформувалася у цей період, в основних рисах зберігалася до розпаду Австро-Угорської монархії.

## Сучасність

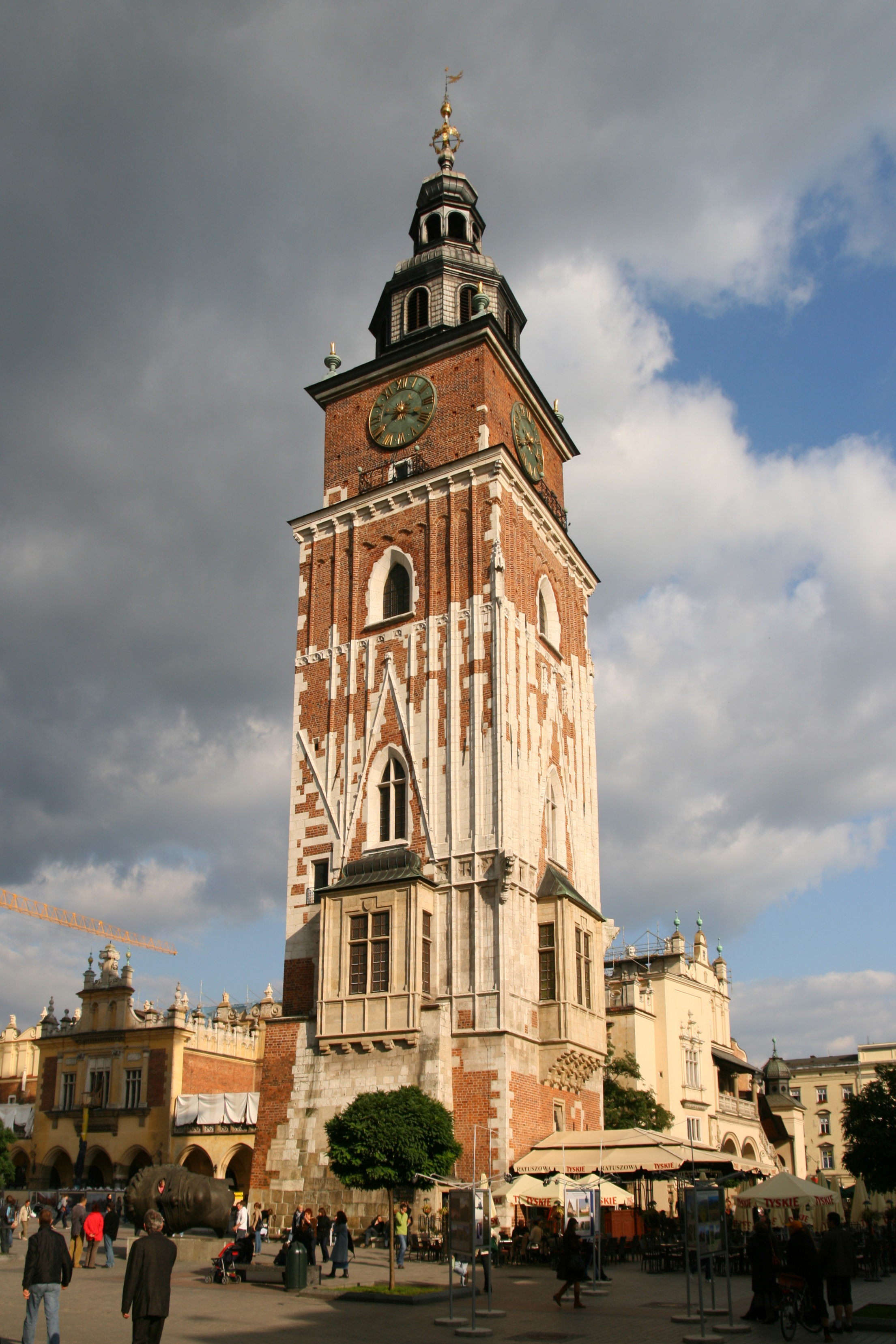
Ратуша на Ринковій площі в Кракові

Постать Великого князя Краківського (яким до 1918 року формально був імператор Австро-Угорщини) для сучасних польських монархістів є не меншим символом Королівства Польського ніж Польсько-литовська Річ Посполи́та. Наприклад, серед цілей, які ставить перед собою Асоціація монархістів «Краковія» [Архівовано 17 жовтня 2019 у Wayback Machine.] (пол. Związek monarchistów "CRACOVIA" Wielkie Księstwo Krakowskie) є не тільки об'єднання монархічного руху (зокрема приєднання до Міжнародної монархістської ліги) та співпраця з монархістськими організаціями інших країн, але навіть «вибори спільного регента на таємних виборах». Окрім того, монархісти декларують підтвердження шляхетних та аристократичних титулів (після приведення документальних свідчень щодо шляхетності предків або інших документів, підтверджених геральдичними інститутами), в тому числі, присвоєних іншими монархістськими організаціями — зокрема, титулу графа.

### Краківські монархісти та сучасна аристократія
Хоча офіційно польські монархісти і відрізняються поглядами на те, чи можна сьогодні присвоювати нові дворянські титули в Польщі, яка є республікою, в очікуванні короля деінде вони все ж таки роздають їх добродіям за «нові заслуги». Це може бути пропаганда ідеї монархії, внесок у творчий, науковий чи економічний розвиток Польщі чи, власно, благодійність. "Титул може бути отриманий, серед інших, заможним чоловіком, який спонсорує наш фонд «Корона польська», — пояснює лідер Польського монархічного руху Лешек Вержковський. Аналогічно підходить до справи Асоціація монархістів «Краковія» Рішарда Боченек-Добровольського, який свого часу сам отримав звання графа за внесок у розвиток монархічного руху з рук Вержковського. Останній є справжнім колекціонером честі, представляючись «Регентом Польщі, Великим князем України-Русі, князем Російської Імперії та Еміром татар». За словами лідера Польського монархічного руху, він приймав всі ці почесні звання від «гостей з-за кордону» — об'єднання польських татар, претендента на російський престол, регента України… У Львові він навіть отримав орден короля Даниїла Галицького — «як другий поляк після Івана Павла ІІ».
Хоча дворянські титули й перестали визнаватися у Польщі з набуттям чинності конституції 1921 року, нащадки колишньої польської аристократії не мають щодо цього жодних забубонів. І не тільки при отриманні сумнівних регалій від самозванців «з-за кордону», але й надаючи їм свої псевдо-тітули та грамоти. Наприклад, звання Почесного члена монархістського союзу «Краковія» Великого князівства Краківського свого часу встиг отримати навіть польський співак, актор і режисер Мечислав Свенціцький.
А ось львівський пенсіонер Орест Карелін-Романишин, отримавши від Асоціації монархістів «Краковія» орден, проголосив себе 1 червня 1998 року у Кракові королем України-Русі Орестом І., До речі, саме він подарував монархісту Лешеку Вержковському титул Великого князя України-Русі, представившись «регентом короля України Олелька II» що помер в Іспанії у січні 1996 року.
За словами пана Ореста, колишнього працівника музею, що добре знався на виготовленні прапорів та хоругвів, прапор, який у 1991 році піднімали над Києвом, і той, який першим внесли до Верховної Ради, він шив разом з дружиною Наталею. А в 2004 році, вже у статусі монарха, він подарував Асоціації монархістів «Краковія» пасторський Прапор, який прийняв у дар граф Ришард Боченек-Добровольський, а освятили священики Адам Шрока та Ян Леонард Глод, про що свідчить документ із Реєстру рукописів Ягеллонської бібліотеки.